# Opius martini
Opius martini är en stekelart som beskrevs av Fischer 1965. Opius martini ingår i släktet Opius och familjen bracksteklar. Inga underarter finns listade i Catalogue of Life.